# F.C. Atletico Montichiari
FC Atletico Montichiari là một câu lạc bộ bóng đá Ý, có trụ sở tại Montichiari, Lombardy.

## Lịch sử
FC Atletico Montichiari được thành lập vào năm 2012 bằng cách mua lại suất tham gia của AC Carpenedolo, để thay thế đội bóng không còn tồn tại của thành phố, AC Montichiari đã giải thể cùng năm.
Cả Montichiari, Carpenedolo đều là thị trấn của tỉnh Brescia, do đó việc di dời được cho phép bởi Norme organizzative interne của Liên đoàn bóng đá Ý.

## Màu sắc và huy hiệu
Màu sắc của đội là đỏ và xanh.